# Nasair
Nasair es una aerolínea con base en Eritrea, perteneciente al Nasair Group, que efectúa algunos vuelos internacionales. Tiene su base en Massawa, y efectúa vuelos regulares a destinos domésticos en Eritrea, así como vuelos regulares a Oriente Medio, África y Londres.

## Destinos
Nasair sirve los siguientes vuelos a agosto de 2010:

### Domésticos
- Asmara - Aeropuerto Internacional de Asmara
- Assab - Aeropuerto Internacional de Assab
- Massawa - Aeropuerto Internacional de Massawa

### Internacionales
- El Cairo - Aeropuerto Internacional de El Cairo
- Delhi - Aeropuerto Internacional Indira Gandhi
- Doha - Aeropuerto Internacional de Doha
- Dubái - Aeropuerto Internacional de Dubái
- Entebbe - Aeropuerto Internacional de Entebbe
- Jeddah - Aeropuerto Internacional King Abdul Aziz
- Juba - Aeropuerto de Juba
- Jartoum - Aeropuerto Internacional de Jartum
- Londres - Aeropuerto de Londres-Gatwick
- Nairobi - Aeropuerto Internacional Jomo Kenyatta

## Red de vuelos de carga de Nasair
Nasair tiene vuelos de carga desde el Aeropuerto Internacional de Massawa a:
- Asmara
- Yida
- Dubái
- Juba, Sudán
- Nairobi
- Yamena
- Jartum

En las ciudades donde opera Nasair, se ofrece el servicio NASpac, que consiste en un sistema de paquetes por partes de 5 libras de peso. Estos paquetes se pueden enviar a cualquier otro destino servido por la aerolínea. Aunque no es exactamente un servicio de carga urgente como el que ofrecido por DHL, FedEx o UPS, es una alternativa para aquellos clientes del este de África, que cuentan con vuelos frecuentes de Nasair.

## Flota
La flota de Nasair incluye los siguientes aviones (a 11 de julio de 2010):
- 2 × Boeing 737-200 (un avión es operado por SAM Intercontinental)